# Zwanenbroek

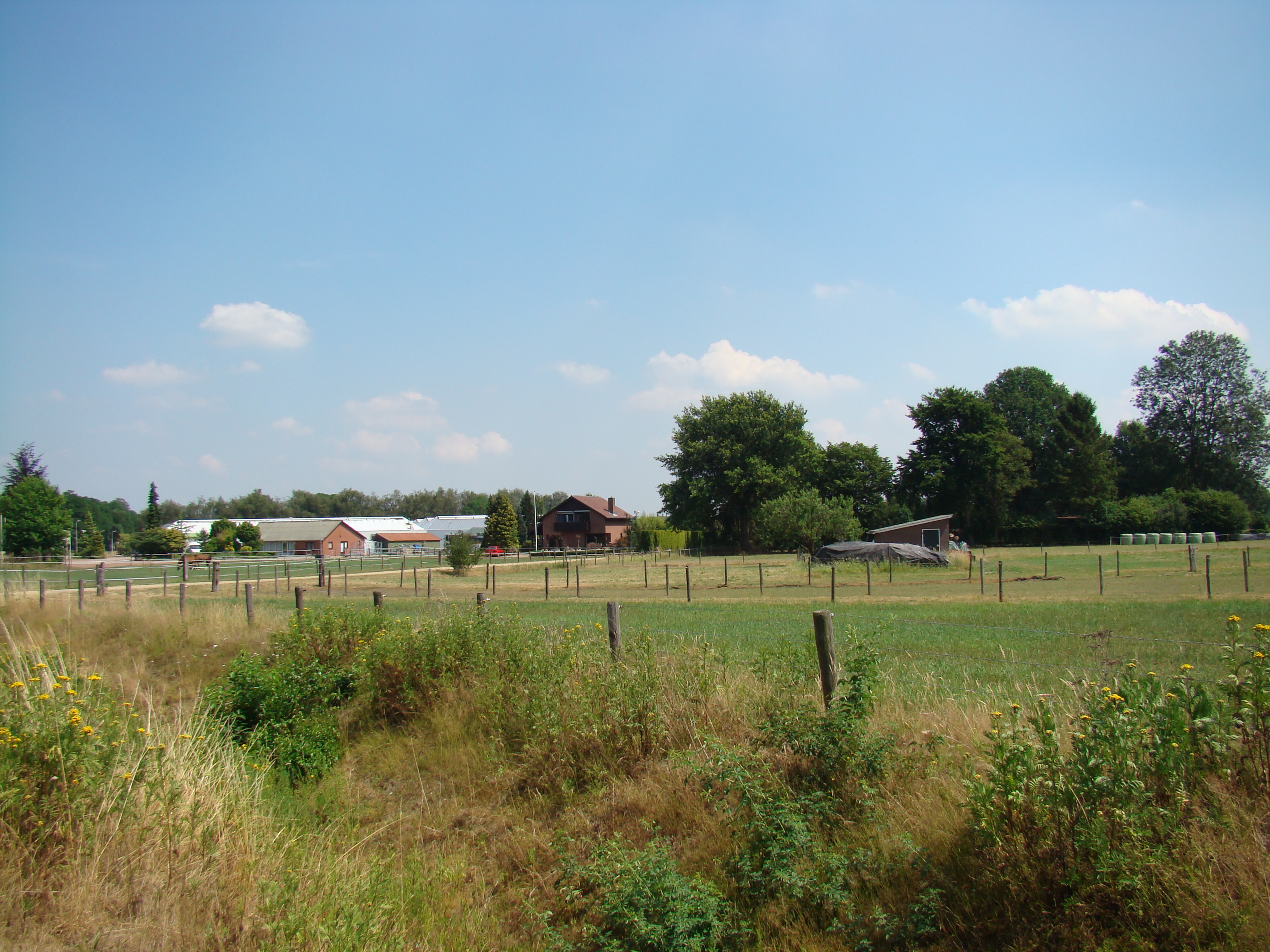
Het Zwanenbroek

Het Zwanenbroek is een van oorsprong laaggelegen moerassig gebied ten zuidoosten van Bredevoort in de Gelderse Achterhoek in Nederland. Het is omringd door essen, gelegen zijn op met dekzand bedekte Tertiaire klei of pleistocene terrasafzettingen. Het is opgevuld met veen en plaatselijk komt kalkgyttja in de grond voor. Het is tevens (naast negentien andere gebieden) onderdeel van het in 2005 door de Nederlandse overheid uitgeroepen Nationaal Landschap Winterswijk, een gebied van totaal bijna 22.000 ha groot.

## Veenvorming
De milieuomstandigheden die hier hebben geleid tot veenvorming waren eutroof, als gevolg van de aanvoer van rijk kwelwater en overstroming door beekwater. De dikte van de kalkgyttja kan zo'n 20 cm bedragen en sluit veelal aan op het dekzand in de ondergrond. Boven in het veenprofiel komt veraard veen voor met een dun kleidek. Deze klei is vrij recent afgezet door veranderingen in het regime van de beken, als gevolg van de in de middeleeuwen doorgevoerde wijzigingen in de beeklopen ten oosten van Winterswijk. Ontwatering en peilverlaging hebben geleid tot oxidatie en inklinking van het veen. De bodemgesteldheid was tot voor de ruilverkaveling nog zeer gevarieerd en natuurlijk van karakter.